# Sinón

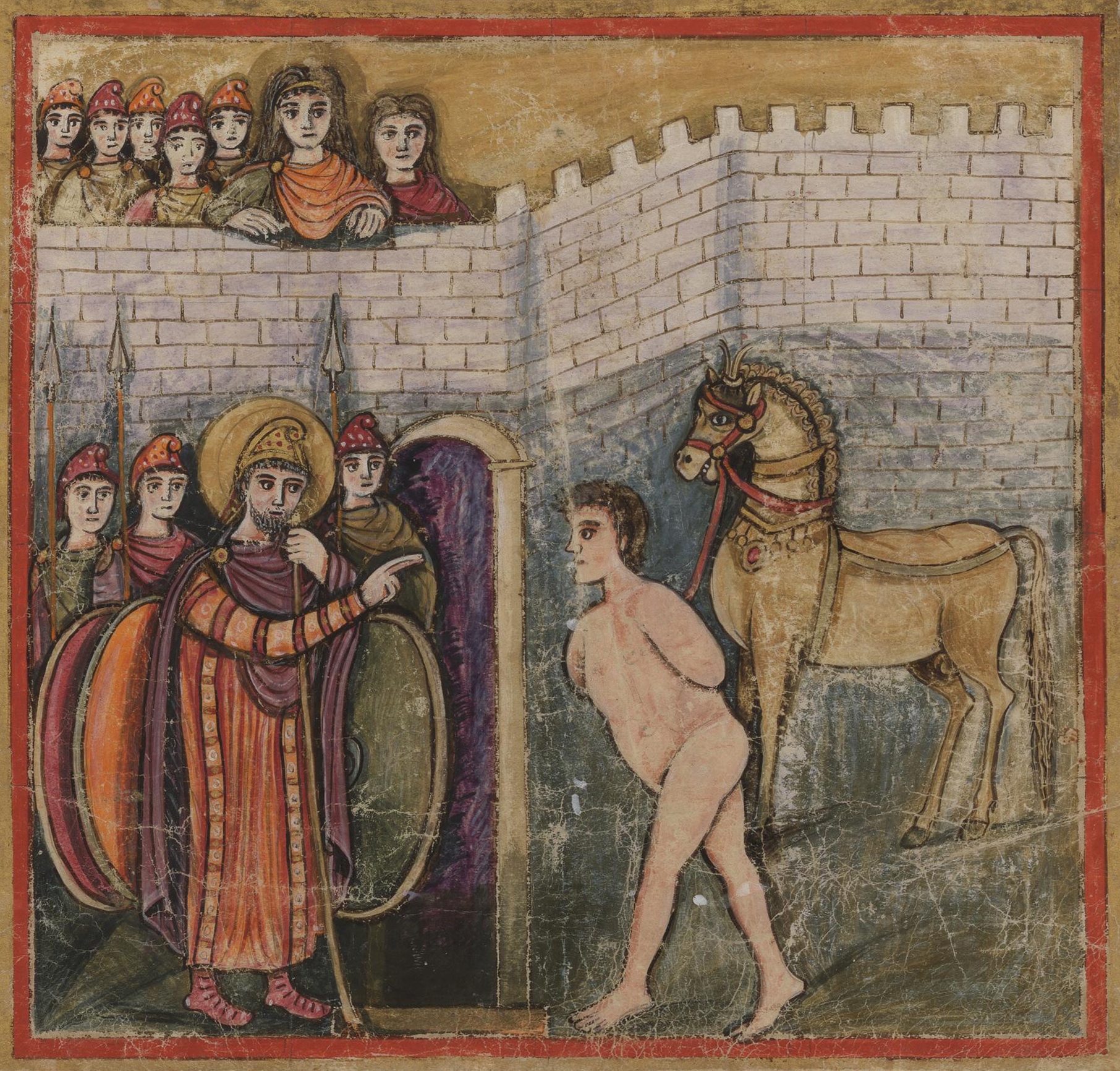
Ilustración del Vergilius Romanus (siglo V d. C.): Sinón cautivo y llevado ante Príamo al pie de las murallas de Troya.

En la mitología griega Sinón (Σίνων) era un guerrero griego, primo de Odiseo, que, a través de engañosas razones, persuadió a los troyanos para que introdujeran el caballo de madera en la ciudadela de Troya. Sinón era hijo de Ésimo, a su vez hijo de Autólico y Anfítea.
Una vez que el caballo estuvo dentro de la ciudad, Sinón, durante la noche, abrió el vientre del caballo para permitir la salida de los hombres que se encontraban en su interior y encendió una antorcha como señal luminosa para los aqueos, que se acercaban en los barcos desde la isla de Ténedos.